# Сухопутные войска Германии
Сухопутные войска Германии (нем. Heer /heːɐ̯/ — Хе́ер) — вид вооружённых сил Федеративной Республики Германия (ФРГ), предназначенный для ведения боевых действий на суше.
Сухопутные войска ФРГ являются наиболее многочисленными, разнообразными по вооружению и способам боевых действий. По своим боевым возможностям они способны самостоятельно или во взаимодействии с другими видами вооружённых сил вести наступление в целях разгрома группировок противника и овладения его территорией, наносить огневые удары на большую глубину, отражать вторжение противника, уничтожать его воздушные и морские десанты, прочно удерживать занимаемые территории, районы и рубежи.

## История

Глушитель для САУ M109 СВ ФРГ.

Сухопутные войска были созданы десять лет спустя после окончания Второй мировой войны 12 ноября 1955 года. Первоначально состояли из девяти дивизий (три танковые, три мотопехотные, одна воздушно-десантная и одна горно-пехотная), объединённых в три корпуса, в 1957 году был введён призыв в Вооружённые силы ФРГ, в 1959 году было создано ещё три дивизии, распределённые по уже существующим корпусам.
После прекращения существования ГДР 12 сентября 1990 года, на базе её сухопутных силы был создан 4-й корпус сухопутных сил ВС ФРГ. На тот момент они составляли максимальную численность после Второй мировой войны — около 360 000 человек. После окончания холодной войны немецкое правительство пришло к мнению, что такая крупная армия по численности не нужна. В 1993—1994 гг. были упразднены шесть дивизий из двенадцати, полки и бригады территориальных войск были упразднены, половина входивших в них пехотных батальонов были упразднены, другая половина - были подчинены напрямую оборонительным областям (в 1997 году одна из которых была упразднена) и переименованы в батальоны территориальных войск (Heimatschutzbataillone), ещё одна дивизия была упразднена в 1997 году, соответственно из сорока двух бригад были упразднены двадцать две, ещё четыре бригада и 8-я оборонительная область территориальных войск в 1996—1997 гг., в 1994 году была создана 3-я бригада армейской авиации (Heeresfliegerbrigade 3), а в 1996 году на бригадном уровне вместо одной из воздушно-десантных бригад было создано командование сил специальных операций (Kommando Spezialkräfte) в подчинении 4-й дивизии, в 1997 году — 1-я аэромобильная бригада (Luftbewegliche Brigade 1), которой были переданы 10-я полк транспортных вертолётов, 26-я и 36-я полки боевых вертолётов, и 1-я воздушная механизированная бригада (Luftmechanisierte Brigade 1), которой и бригаде армейской авиации перешли 15-й и 25-й полки боевых транспортных вертолётов и 30-й полк транспортных вертолётов, Также в этот период было упразднено корпусное деление.
В соответствии с программой модернизации к 1 июля 2001 года были расформированы национальные армейские корпуса, 1-я горно-пехотная и 5-я танковая дивизии, 5-я, 6-я и 7-я оборонительные области территориальных войск (соответственно из 45 окружных штабов территориальных войск было ликвидировано 17) и созданы две новые дивизии — аэромобильных (Division Luftbewegliche Operationen) (которой перешли 1-я аэромобильная бригада, 1-я воздушно-механизированная бригада и 3-я бригада армейской авиации) и специальных операций (Division Spezielle Operationen) (которой перешло командование сил специальных операций), а также командование родов войск, включающее формирования боевого и тылового обеспечения, соответственно было расформировано ещё пять бригад, а к 2008 году были расформированы 7-я и 14-я дивизии, а округа территориальных войск были заменены земельными командованиями, батальоны территориальных войск — ротами территориальных войск (оборонительные районы территориальных войск были расформированы ещё в 2004 года), в 2013 году — 13-я дивизия, в 2014 году — дивизия аэромобильных операций (30-я эскадрилья транспортных вертолётов и 36-я эскадрилья боевых вертолётов была переподчинена Дивизии специальных операций), соответственно были расформированы ещё семь бригад, одна эскадрилья боевых вертолётов и две эскадрильи транспортных самолётов, Дивизия специальных операций была переименована в Дивизию быстрого реагирования (Division Schnelle Kräfte). Все штабы дивизий переподчинены непосредственно оперативному командованию сухопутных сил, а военные округа в октябре того же года переданы в ОСО с сокращением их количества с семи до четырёх.
По состоянию на 2016 год, численность сухопутных войск ВС Германии составляет 60 303 человек.

## Рода войск
Официальная структура родов войск армии была объявлена 17 октября 2005 года в распоряжении начальника штаба армии. Каждый род войск объединяет подразделения в соответствии с их возможностями и оснащением. Внешне принадлежность можно узнать, например, по цвету оружия (цвет нашивок на воротнике или тесьме и т. д.) или по знакам различия на берете. Деление на виды войск не соответствует делению армии по родам войск. Целью деления на рода войск является скорее равномерное обучение, вооружение и дальнейшее развитие функционально схожих подразделений армии. С этой целью для категорий войск были созданы школы или центры, каждый из которых возглавляется офицером (обычно бригадным генералом) в должностях генерала пехоты, генерала бронетанковых войск и т. д., который несет особую ответственность за дальнейшее развитие и обучение категории войск. В следующей таблице приведена классификация родов войск в соответствии с письмом командующего.
| Группировка родов войск                                                                     | Род войск                                                | Петлицы       | Эмблема на берете | Символ        |               |
| Боевые войска                                                                               | Боевые войска                                            | Боевые войска | Боевые войска     | Боевые войска | Боевые войска |
| ------------------------------------------------------------------------------------------- | -------------------------------------------------------- | ------------- | ----------------- | ------------- | ------------- |
| Пехота (Infanterie)                                                                         | Воздушно-десантные войска (Fallschirmjägertruppe)        |               |                   |               |               |
| Пехота (Infanterie)                                                                         | Горные войска (Gebirgsjägertruppe)                       |               |                   |               |               |
| Пехота (Infanterie)                                                                         | Егерские войска (Jägertruppe)                            |               |                   |               |               |
| Бронетанковые войска (Panzertruppen)                                                        | Мотопехотные войска (Panzergrenadiertruppe)              |               |                   |               |               |
| Бронетанковые войска (Panzertruppen)                                                        | Танковые войска (Panzertruppe)                           |               |                   |               |               |
| Войска специального назначения (Spezialkräfte)                                              |                                                          |               |                   |               |               |
| Боевое обеспечение (Kampfunterstützungstruppen)                                             |                                                          |               |                   |               |               |
| Артиллерийские войска (Artillerietruppe)                                                    |                                                          |               |                   |               |               |
| Войска ПВО СВ (Heeresfliegertruppe)                                                         |                                                          |               |                   |               |               |
| Инженерные войска (Pioniertruppe)                                                           |                                                          |               |                   |               |               |
| Оперативные силы и силы поддержки командования (Einsatz- und Führungsunterstützungstruppen) |                                                          |               |                   |               |               |
| Войска связи (Fernmeldetruppe)                                                              |                                                          |               |                   |               |               |
| Войсковая разведка (Heeresaufklärungstruppe)                                                |                                                          |               |                   |               |               |
| Войска материально-технического обеспечения (Heereslogistiktruppen)                         | Войска технического обслуживания (Instandsetzungstruppe) |               |                   |               |               |
| Войска материально-технического обеспечения (Heereslogistiktruppen)                         | Войска снабжения (Nachschubtruppe)                       |               |                   |               |               |
| Медицинская служба (Sanitätsdienst Heer)                                                    |                                                          |               |                   |               |               |

В середине 2013 года служба военной музыки в армии перешла в ведение Объединённых сил обеспечения Германии. 23 апреля 2013 года войска РХБЗ были переданы в ведение Командования обороны от ядерного оружия, которое было введено в строй в тот же день, и, таким образом, в ведение Объединённых сил обеспечения. Уже в 2012 году Войска противовоздушной обороны СВ (Heeresflugabwehrtruppe) были полностью расформированы как армейские силы, и значительная часть их задач была передана ВВС ФРГ. В 2001 году вновь созданные Объединённые силы обеспечения уже приняли некоторые рода войск, которые ранее принадлежали СВ: к ним относятся фельдъегерская служба (Feldjägertruppe), войска оперативной информации (Truppe für Operative Kommunikation), войска РЭБ (Fernmeldetruppe EloKa) и топографическая служба (Topographietruppe), которая была расформирована в 2003 году.

## Организация
Воинскими частями в бундесхеере являются отдельный батальон и отдельный дивизион, а в прошлом также и полк, низшим тактическим соединением - бригада, высшим - дивизия, и те и другие могут быть танковыми или мотопехотными, соответственно артиллерия и инженерные войска не имеет тактических соединений, а артиллерийские и инженерные части входят в пехотные и танковые соединения, единственным оперативным объединением является корпус.

### До 1990 года
До 1990 года сухопутные силы ВС Германии состояли из двенадцати дивизий, из которых пять танковых (Panzerdivision), пяти мотопехотных (Panzergrenadierdivision), одна горнопехотная (Gebirgsdivision) и одна воздушно-десантная (Luftlandedivision) (соответственно 16 танковых, 15 мотопехотных, 3 воздушно-десантные, 1 горнопехотная бригада).
- 1-я танковая дивизия (1. Panzerdivision), штаб в Ольденбурге;
  - 1-я мотопехотная бригада (Panzergrenadierbrigade 1), штаб в Хильдесхайме;
  - 2-я танковая бригада (Panzerbrigade 2), штаб в Брауншвейге;
  - 3-я танковая бригада «Везер-Лайне» (Panzerbrigade 3 «Weser-Leine»), штаб в Нинбурге (Нижняя Саксония);
  - 1-й артиллерийской полк (Artillerieregiment 1), штаб в Ганновере;
- 2-я мотопехотная дивизия (2. Panzergrenadierdivision), штаб в Касселе;
  - 4-я мотопехотная бригада (Panzergrenadierbrigade 4), штаб в Гёттингене;
  - 5-я мотопехотная бригада «Кургессен» (Panzergrenadierbrigade 5 «Kurhessen»), штаб в Хомберге (Гессен);
  - 6-я танковая бригада (Panzerbrigade 6), штаб в Хофгайсмаре (Гессен);
  - 2-й артиллерийский полк (Artillerieregiment 2), штаб в Марбурге;
- 3-я танковая дивизия (3. Panzerdivision) (Букстехуде)
  - 7-я мотопехотная бригада «Ганзейский город Гамбург» (Panzergrenadierbrigade 7 «Hansestadt Hamburg»), штаб в Гамбурге
  - 8-я танковая бригада «Люнебург» (Panzerbrigade 8 «Lüneburg»), штаб в Люнебурге;
  - 9-я танковая учебная бригада «Нижняя Саксония» (Panzerlehrbrigade 9 «Niedersachsen»), штаб в Мююнстере;
  - 3-й артиллерийский полк (Artillerieregiment 3), штаб в Штаде;
- 4-я мотопехотная дивизия (4. Panzergrenadierdivision) (Регенсбург)
  - 10-я мотопехотная бригада (Panzergrenadierbrigade 10), штаб в Вайдене (Бавария, округ Верхний Пфальц)
  - 11-я мотопехотная бригада «Баварский лес» (Panzergrenadierbrigade 11 «Bayerwald»), штаб в Богене (Бавария, округ Нижняя Бавария)
  - 12-я танковая бригада «Верхний Пфальц» (Panzerbrigade 12 «Oberpfalz»), штаб в Амберге (Бавария)
  - 4-й артиллерийский полк (Artillerieregiment 4)
- 5-я танковая дивизия (5. Panzerdivision), штаб в Майнце;
  - 13-я мотопехотная бригада (Panzergrenadierbrigade 13), штаб в Вецларе (Гессен);
  - 14-я танковая бригада «Гессенский лев» (Panzerbrigade 14 «Hessischer Löwe»), штаб в Нойштадте (Гессен);
  - 15-я танковая бригада «Вестервальд» (Panzerbrigade 15 «Westerwald»), штаб в Кобленце;
  - 5-й артиллерийский учебный полк (Artillerielehrregiment 5), штаб в Идар-Оберштайне (Рейнланд-Пфальц);
- 6-я мотопехотная дивизия (6. Panzergrenadierdivision) (Ноймюнстер)
  - 16-я мотопехотная бригада «Герцогство Лауэнбург» (Panzergrenadierbrigade 16 «Herzogtum Lauenburg»), штаб в Венторфе;
  - 17-я мотопехотная бригада (Panzergrenadierbrigade 17), штаб в Гамбурге;
  - 18-я танковая бригада «Гольштейн» (Panzerbrigade 18 «Holstein»), штаб в Ноймюнстере;
  - 6-й артиллерийский полк (Artillerieregiment 6), штаб в Келлингхузене;
- 7-я танковая дивизия (7. Panzerdivision) (Дюссельдорф)
  - 19-я мотопехотная бригада «Мюнстерланд» (Panzergrenadierbrigade 19 «Münsterland») (Ален)
  - 20-я танковая бригада «Маркский Зауэрланд» (Panzerbrigade 20 «Märkisches Sauerland») штаб в Изерлоне (Северный Рейн-Вестфалия);
  - 21-я танковая бригада «Липперланд» (Panzerbrigade 21 «Lipperland»), штаб в Августдорфе (Северный Рейн-Вестфалия);
  - 7-й артиллерийский полк (Artillerieregiment 7), штаб в Дюлюмене;
- 1-я горная дивизия (1. Gebirgsdivision) (Мюнхен)
  - 22-я мотопехотная бригада «Оберланд» (Panzergrenadierbrigade 22 «Oberland»), штаб в Ландсхуте;
  - 23-я горно-стрелковая бригада «Бавария» (Gebirgsjägerbrigade 23 «Bayern»), штаб в Бад-Райхенхалле;
  - 24-я танковая бригада «Нижняя Бавария» (Panzerbrigade 24 «Niederbayern»), штаб в Ландсхуте;
  - 8-й горный артиллерийский полк (Gebirgsartillerieregiment 8)
- 1-я воздушно-десантная дивизия (1. Luftlandedivision) (Брухзаль);
  - 25-я воздушно-десантная бригада «Шварцвальд» (Luftlandebrigade 25 «Schwarzwald»), штаб в Кальве (Баден-Вюртемберг);
  - 26-я воздушно-десантная бригада «Саарланд» (Luftlandebrigade 26 «Saarland»), штаб в Заарлуисе (Саарланд);
  - 27-я воздушно-десантная бригада (Luftlandebrigade 27), штаб в Липштадте (Северный Рейн-Вестфалия);
  - 9-й воздушно-десантный артиллерийский полк (Luftlandeartillerieregiment 9), штаб в Филипсбурге (Баден-Вюртемберг);
- 10-я танковая дивизия (10. Panzerdivision), штаб в Файтсхёххайме, создана в 1959 году;
  - 28-я танковая бригада (Panzerbrigade 28), штаб в Дорнштадте (Баден-Вюртемберг);
  - 29-я танковая бригада «Южный Баден-Гогенцоллерн» (Panzerbrigade 29 «Südbaden-Hohenzollern»), штаб в Зигмарингене;
  - 30-я мотопехотная бригада «Альб-Бригада» (Panzergrenadierbrigade 30 «Alb-Brigade»), штаб в Эльвангене (Баден-Вюртемберг);
  - 10-й артиллерийский полк (Artillerieregiment 10), штаб в Пфулендорфе (Баден-Вюртемберг);
- 11-я мотопехотная дивизия (11. Panzergrenadierdivision), штаб в Ольденбурге, создана в 1959 году;
  - 31-я мотопехотная бригада «Ольденбургская» (Panzergrenadierbrigade 31 «Die Oldenburgische»), штаб в Ольденбурге;
  - 32-я мотопехотная бригада (Panzergrenadierbrigade 32), штаб в Шваневеде;
  - 33-я танковая бригада «Целле» (Panzerbrigade 33 «Celle»), штаб в Целле;
  - 11-й артиллерийский полк (Artillerieregiment 11);
- 12-я танковая дивизия (12. Panzerdivision), создана в 1961 году.
  - 34-я танковая бригада «Кобленц» (Panzerbrigade 34 «Koblenz»), штаб в Кобленце;
  - 35-я мотопехотная бригада (Panzergrenadierbrigade 35), штаб в Хаммельсбурге (Бавария, округ Нижняя Франкония);
  - 36-я танковая бригада «Майнская Франкония» (Panzerbrigade 36 «Mainfranken»), штаб в Файтсхёххайме (Бавария, округ Нижняя Франкония);
  - 12-й артиллерийский полк (Artillerieregiment 12).

Все дивизии были объединены в три корпуса (Korps):
- 1-й корпус (I. Korps) со штабом в Мюнстере, включал в себя 1-ю и 6-ю мотопехотная и 3-ю танковую дивизии, с 1959 года — 11-ю мотопехотная, с 1972 года — 7-я танковую дивизию;
- 2-й корпус (II. Korps) со штабом в Ульме, включал в себя 4-ю мотопехотная , 1-ю воздушно-десантную и 1-ю горную дивизии, с 1959 года — 10-ю и 12-ю танковые дивизии (до 1972 года);
- 3-й корпус (III. Korps) со штабом в Мюнстере, включал в себя 2-ю мотопехотная, 5-ю и 7-ю танковые дивизии (до 1972 года), с 1972 года — 12-ю танковую дивизию.
- тактические соединения подчинённые непосредственного Министерству обороны ФРГ:
  - 700-я бригада связи (Führungsfernmeldebrigade 700)
- части подчинённые непосредственно Министерству обороны ФРГ:
  - полк охраны и пополнения Федерального министерства обороны (Sicherungs- und Versorgungsregiment beim BMVg)
    - охранный батальон Федерального министерства обороны (Wachbataillon beim Bundesministerium der Verteidigung)
    - два батальона пополнения

  - образовательные учреждения: воздушно-десантная школа (Luftlande-/Lufttransportschule), техническая школа армии (Technische Schule des Heeres), школа фельдегерей и штабной службы (Schule für Feldjäger und Stabsdienst der Bundeswehr), артиллерийская школа (Artillerieschule), офицерская школа сухопутных сил (Offizierschule des Heeres)

В 1990 году на базе двух танковых и четырёх мотопехотных дивизий бывшей Национальной народной армии были созданы две мотопехотные дивизии бундесвера, образовавшие его 4-й корпус (IV. Korps):
- 13-я мотопехотная дивизия (13. Panzergrenadierdivision), штаб в Лейпциге;
  - 37-я мотопехотная бригада «Саксония» (Panzergrenadierbrigade 37 «Freistaat Sachsen»), штаб в Франкенберге, (Саксония);
  - 38-я мотопехотная бригада «Саксония-Анхальт» (Panzergrenadierbrigade 38 «Sachsen-Anhalt»), штаб в Вайссенфельсе;
  - 39-я танковая бригада «Тюрингия» (Panzerbrigade 39 «Thüringen»), штаб в Эрфурте;
  - 13-й артиллерийский полк (Artillerieregiment 13);
- 14-я мотопехотная дивизия (14. Panzergrenadierdivision), штаб в Нойбранденбурге;
  - 40-я мотопехотная бригада «Мекленбург» (Panzergrenadierbrigade 40 «Mecklenburg»), штаб в Хагенове;
  - 41-я мотопехотная бригада «Передняя Померания» (Panzergrenadierbrigade 41 «Vorpommern»), штаб в Нойбранденбурге;
  - 42-я танковая бригада «Бранденбург» (Panzerbrigade 42 «Brandenburg»), штаб в Потсдаме;
  - 14-й артиллерийский полк (Artillerieregiment 14), штаб в Эггезине (Мекленбург-Передняя Померания);
- 36-й полк армейской авиации (Heeresfliegerregiment 36).

Оперативные объединения
Каждый корпус состоял из
- 3—4 танковые или мотопехотные дивизии;
- частей корпусного подчинения:
  - одного артиллерийского полка (были вооружены корпусными самоходными 203-мм гаубицами M110);
  - одного зенитного ракетного полка;
  - одного вертолётного полка;
  - одного инженерного полка, одного полка связи, одного батальона материального снабжения, одного ремонтного полка, одного медицинского полка, одного батальона химической защиты, одной унтер-офицерская школа (Unteroffizierschule), одного фельдегерьского батальона (Feldjägerbataillon).

Тактические соединения
Каждая танковая дивизия состояла из следующих воинских частей:
- двух танковых бригад (Panzerbrigade);
- одной мотопехотной бригады (Panzergrenadierbrigade);
- одного артиллерийского полка (Artillerieregiment) (был вооружены дивизионными самоходными 155-мм гаубицами M109, ранее — самоходными 155-мм гаубицами M44);
- одного зенитно-ракетного полка (Flugabwehrregiment) (был вооружён зенитной самоходной установкой «Гепард»);
- одного разведывательного батальона (Panzeraufklärungsbataillon);
- а также одного инженерного батальона (Pionierbataillon), одной роты химической защиты (ABC-Abwehrkompanie), одного батальона связи (Fernmeldebataillon), одного батальона материального снабжения (Nachschubbataillon), одного ремонтного батальона (Instandsetzungsbataillon), одного медицинского батальона (Sanitätsbataillon)

Каждая мотопехотная дивизия состояла из следующих воинских частей:
- двух мотопехотных бригад;
- одной танковой бригады;
- одного артиллерийского полка (был вооружён буксируемыми дивизионными 155-мм гаубицами FH70 и РСЗО LARS-2, ранее — буксируемыми 105-мм гаубицами M101);
- одной противотанковой батареи (Panzerjägerkompanie) (в 1980-х гг. были вооружены самоходными противотанковыми пушками «Каноненягдпанцер» и самоходными ПТРК «Ягуар», в 1970-е гг. самоходными противотанковыми пушками «Каноненягдпанцер» и самоходными ПТРК «Ракетенягдпанцер»);
- одного зенитно-ракетного полка (был вооружён зенитной самоходной установкой «Гепард»);
- одного разведывательного батальона;
- а также одного инженерного батальона, одной роты химической защиты, одного батальона связи, одного батальона материального снабжения, одного ремонтного батальона, одного медицинского батальона;

Единственная воздушно-десантная дивизия состояла из следующих воинских частей:
- трёх воздушно-десантных бригад (Luftlandebrigade);
- одного воздушно-десантного артиллерийского полка (Luftlandeartillerieregiment);

Единственная горная дивизия состояла из следующих воинских частей:
- двух горно-стрелковых бригад (Gebirgsjägerbrigade);
- одной танковой бригады;
- одного горного артиллерийского полка (Gebirgsartillerieregiment);
- одного зенитно-ракетного полка (Gebirgsflugabwehrregiment);
- одного разведывательного батальона (Gebirgspanzeraufklärungsbataillon);
- а также одного инженерного батальона (Gebirgspionierbataillon), одного батальона связи (Gebirgsfernmeldebataillon), одного медицинского батальона (Gebirgssanitätsbataillon);

Низшие тактические соединения и воинские части
Каждая танковая бригада делилась на следующие подразделения:
- трёх танковых батальонов (Panzerbataillon) (были вооружены преимущественно средними танками M48 и основными боевыми танками «Леопард 1», отдельные батальоны с 1979 года — танками «Леопард-2», до 1970-х гг. — лёгкими танками M41 и средними танками M47);
- одного мотопехотного батальона (Panzergrenadierbataillon) (в 1970—1980-х гг. были вооружены 34—35 БМП «Мардер» или БТР «Фукс», в 1960-е гг. — БТР M113);
- одного самоходного артиллерийского дивизиона (Panzerartilleriebataillon) (были вооружены 18 орудиями);
- одной противотанковой батареи (Panzerjägerkompanie);
- одной зенитно-ракетной батареи (Flugabwehrbatterie) (в 1970—1980-е гг. были вооружены ПЗРК FIM-43 Redeye);
- одной разведывательной роты (Panzeraufklärungskompanie);
- а также одной инженерной роты (Panzerpionierkompanie), одной ремонтной роты (Instandsetzungskompanie) и одной роты снабжения (Nachschubkompanie).

Каждая мотопехотная бригада делилась на следующие подразделения:
- трёх мотопехотных батальонов (в 1970—1980-х гг. были вооружены 34—35 БМП «Мардер» или БТР «Фукс», в 1960-е гг. — БТР M113);
- одного танкового батальона (были вооружены преимущественно средними танками «M48» и основными боевыми танками «Леопард 1», отдельные батальоны с 1979 года — танками «Леопард-2», до 1970-х гг. — лёгкими танками M41 и средними танками M47);
- одного артиллерийского дивизиона (были вооружен 18 орудиями);
- одной противотанковой батареи;
- одной зенитно-ракетной батареи (в 1970—1980-е гг. были вооружены ПЗРК FIM-43 Redeye);
- одной разведывательной роты
- одной инженерной роты (Panzerpionierkompanie), одной ремонтной роты и одной роты снабжения.

Каждая воздушно-десантная бригада делилась на следующие подразделения:
- четырёх воздушно-десантных батальонов (Fallschirmjägerbataillon);
- одной инженерной роты (Luftlandepionierkompanie), одной роты материального снабжения (Luftlandeversorgungskompanie) и одной медицинской роты (Luftlandesanitätskompanie).

Каждая горная бригада делилась на следующие подразделения::
- четырёх горно-пехотных батальонов (Gebirgsjägerbataillon);
- одного горно-артиллерийского дивизиона (Gebirgsartilleriebataillon);
- одной горной противотанковой батареи (Gebirgspanzerjägerkompanie);
- одной горно-инженерной роты (Gebirgspionierkompanie), одной роты противохимической защиты (Gebirgs-ABC-Abwehrkompanie) и горно-медицинской роты (Gebirgssanitätskompanie)

Каждый артиллерийский полк делился на следующие подразделения:
- одного артиллерийского дивизиона (Feldartilleriebataillon) (в 1970—1980-х гг. были вооружены 18 дивизионными буксируемыми 155-мм гаубицами FH70, в 1950—1960-е гг. — дивизионными буксируемыми 155-мм гаубицами M114)
- одного реактивного дивизиона (Raketenartilleriebataillon) (с 1980-х гг. были вооружены дивизионными 18 РСЗО LARS-2, в 1970-х гг. дивизионными РСЗО LARS-1, с конца 1980-х гг. дивизионными 227-мм РСЗО M270 MLRS)

#### Территориальные войска
Оперативными объединениями территориальных войск (Territorialheer) являлись территориальные командования (Territorialkommando), высшими тактическими соединениями — оборонительные области (Wehrbereichskommando), низшими — бригады и оборонительные округа, основными воинскими частями — полки, отдельные батальоны и отдельные роты.
Руководящий штаб армии (Führungsstab des Heeres)
- 1-я оборонительная область (Wehrbereichskommando I), штаб в Киле;
  - 51-я бригада территориальных войск (Heimatschutzbrigade 51) со штабом в Ойтине и 61-я бригада территориальных войск (Heimatschutzbrigade 61) со штабом в Идштедте (Шлезвиг-Гольштейн), до 1981 года — 13-е командование территориальных войск (Heimatschutzkommando 13), со штабом в Ойтине;
  - окружные штабы территориальных войск в Гамбурге и Шлезвиге;
  - 71-й инженерный полк, 71-й медицинский полк;
- 2-я оборонительная область (Wehrbereichskommando II), штаб в Ганновере;
  - 52-я бригада территориальных войск (Heimatschutzbrigade 52), со штабом в Лингене и 62-я бригада территориальных войск (Heimatschutzbrigade 62), со штабом в Демме (Нижняя Саксония), до 1981 года — 14-е командование территориальных войск (Heimatschutzkommando 14), со штабом в Лингене (Нижняя Саксония);
  - окружные штабы территориальных войск в Оснабрюке, Ганновере, Хильдесхайме, Ольденбурге, Люнебюрге, Штаде
  - 72-й инженерный полк (Pionierregiment 72), 72-й медицинский полк (Sanitätsregiment 72), 720-й роты снабжения (Nachschubkompanie 720), 720-й ремонтной роты (Instandsetzungskompanie 720), 720-го батальона химической защиты (ABC-Abwehrbataillon 720), 720-й роты связи (Fernmeldekompanie 720);
- 3-я оборонительная область (Wehrbereichskommando III), штаб в Дюссельдорфе;
  - 53-я бригада территориальных войск (Heimatschutzbrigade 53), со штабом в Дюрене и 63-я бригада территориальных войск (Heimatschutzbrigade 63), со штабом в Мендене (Северный Рейн-Вестфалия), до 1981 года — 15-е командование территориальных войск (Heimatschutzkommando 15), штаб в Вуппертале;
  - окружные штабы территориальных войск в Кёльне, Дюссельдорфе, Мюнстере, Арнсберге, Детмольде, Аахене;
  - 73-й инженерный полк (Pionierregiment 73), 73-й медицинский полк (Sanitätsregiment 73), 730-го батальона химической защиты (ABC-Abwehrbataillon 730), 730-й роты снабжения (Nachschubkompanie 730), 730-й ремонтной роты (Instandsetzungskompanie 730), 730-й роты связи (Fernmeldekompanie 730);
- 4-я оборонительная область (Wehrbereichskommando IV), штаб в Майнце;
  - 54-я бригада территориальных войск (Heimatschutzbrigade 54), со штабом в Цвайбрюккене и 64-я бригада территориальных войск (Heimatschutzbrigade 64), со штабом в Гау-Альгесхайм (Рейнланд-Пфальц), до 1981 года — 16-е командование территориальных войск (Heimatschutzkommando 16), со штабом в Цвайбрюккене;
  - окружные командования территориальных войск в Трире, Кобленце, Дармштадте, Касселе, Нойштадте, Саарбрюккене, Гессене
  - 74-й инженерный полк (Pionierregiment 74), 74-й медицинский полк (Sanitätsregiment 74), 74-й батальон химической защиты (ABC-Abwehrbataillon 740), 740-й рота снабжения (Nachschubkompanie 740), 740-й ремонтная рота (Instandsetzungskompanie 740), 740-й рота связи (Fernmeldekompanie 740);
- 5-я оборонительная область (Wehrbereichskommando V), штаб в Штутгарте;
  - 55-я бригада территориальных войск (Heimatschutzbrigade 55), со штабом в Бёблингене и 65-я бригада территориальных войск (Heimatschutzbrigade 65), со штабом в Ренингене (Баден-Вюртемберг), до 1981 года — 17-е командование территориальных войск (Heimatschutzkommando 17), штаб в Бёблингене (Баден-Вюртемберг);
  - окружные штабы территориальных войск в Штутгарте, Карлсруе, Фрайбурге и Тюбингене;
  - 75-й инженерный полк (Pionierregiment 75), 75-й медицинский полк (Sanitätsregiment 75), 750-я рота химической защиты (ABC-Abwehrbataillon 750), 750-я рота снабжения (Nachschubkompanie 750), 750-я ремонтная рота (Instandsetzungskompanie 750), 750-я рота связи (Fernmeldekompanie 750);
- 6-я оборонительная область (Wehrbereichskommando VI), штаб в Мюнхене;
  - 56-я бригада территориальных войск (Heimatschutzbrigade 56), со штабом в Оберхаузене и 66-я бригада территориальных войск (Heimatschutzbrigade 66), со штабом в Гархинге (Бавария, округ Верхняя Бавария), 1981 года — 18-е командование территориальных войск (Heimatschutzkommando 18), штаб в Оберхаузене;
  - окружные штабы территориальных войск в Аугсбурге, Регенсбурге, Ансбахе, Вюрцбурге, Мюнхене, Ландхуте, Байройте;
  - 76-й инженерный полк (Pionierregiment 76), 76-й медицинский полк (Sanitätsregiment 76), 760-й батальон химической защиты (ABC-Abwehrbataillon 760), 760-й батальон снабжения (Nachschubkompanie 760), 760-я ремонтная рота (Instandsetzungskompanie 760), 760-я рота связи (Fernmeldekompanie 760).

В 1990 году было образовано ещё две оборонительные области:
- 7-я оборонительная область (Wehrbereichskommando VII), штаб в Лейпциге;
  - окружные штабы территориальных войск в Эрфурте, Зуле, Гере, Лейпциге, Хемнице, Дрездене;
- 8-я оборонительная область (Wehrbereichskommando VIII), штаб в Нойбранденбурге;
  - окружные штабы территориальных войск в Галле, Магдебурге, Котбусе, Потсдаме, Франкфурте-на-Одере, Шверине, Нойбранденбурге и Бад-Доберане;

Оперативные объединения
Каждое территориальное командование соответствует корпусу и состоит из:
- 2-3 оборонительных областей;
- 1 командования связи (Fernmeldekommando);
- 1 инженерно-сапёрного командования (Pionierkommando);
- 1 командования снабжения (Versorgungskommando);
- 1 медицинско-санитарного командования (Sanitätskommando).

Тактические соединения
Каждая оборонительная область соответствует дивизии и состоит из:
- в 1981—1994 гг. — 2 бригад территориальных войск (Heimatschutzbrigade), 2 полков территориальных войск (Heimatschutzregiment), в 1970—1981 гг. — одного командования территориальных войск (Heimatschutzkommando);
- 4-7 округов территориальных войск (Verteidigungsbezirkskommando) (соответствовали административным округам, некоторые — мелким землям);
- 1 роты связи, 1 инженерного полка (Pionierregiment), 1 роты снабжения, 1 ремонтной роты, 1 батальона РХБ-защиты (ABC-Abwehrbataillon), 1 медицинско-санитарного полка (Sanitätsregiment).

Низшие тактические соединения и воинские части
Каждая бригада территориальных войск делилась на:
- два стрелковых батальона (Jägerbataillon) (были вооружены БТР M113);
- два танковых батальона (были вооружены танками «Леопард 1», ранее — танками M48);
- один артиллерийский дивизион (был вооружён дивизионной 105-мм буксируемой гаубицей М101);
- одну инженерную роту, одну медицинско-санитарную роты, одну ремонтную роту, одну роту снабжения и одну роту химической защиты.

Каждый полк территориальных войск делился на:
- три стрелковых батальона;
- один миномётный дивизион (Mörserkompanie);
- одной роты материального снабжения (Versorgungskompanie).

Каждый округ территориальных войск делился на:
- 2-6 районов территориальных войск (Verteidigungskreiskommando), примерно соответствующим нескольким районам или городам земельного подчинения, каждый из которых состоял из четырёх рот территориальных войск (Heimatschutzkompanie);
- а также одной роты связи (Fernmeldekompanie), одной роты пополнения (Nachschubkompanie), одной ремонтной роты (Instandsetzungskompanie) и одного охранного батальона (Sicherungsbataillon).

### 2025 год
Структура СВ ФРГ по состоянию на 2025 год:
- 1-я танковая дивизия (1. Panzerdivision) (Ганновер)
  - Штаб и рота связи (Ольденбург)
  - 9-я учебная танковая бригада (Мюнстер)
  - 21-я танковая бригада «Липперланд» (Аугустдорф)
  - 41-я мотопехотная бригада (Нойбранденбург)
  - 43-я нидерландская механизированная бригада (Хафельте, Нидерланды) (в оперативном подчинении германской дивизии)
  - 325-й отдельный самоходный артиллерийский дивизион (Мюнстер)
  - 610-й батальон связи (Пренцлау),  1-й батальон поддержки операций (резервный) (Ольденбург), 901-й инженерный батальон (резервный) (Хафельберг)
- 10-я танковая дивизия (10. Panzerdivision) (Файтсхёххайм)
  - Штаб и рота связи (Файтсхёххайм)
  - 12-я танковая бригада «Верхний Пфальц» (Амберг)
  - 37-я мотопехотная бригада «Свободное государство Саксония» (Франкенберг в Саксонии)
  - Франко-германская бригада
  - 13-я нидерландская лёгкая бригада (13 Lichte Brigade) (Ойрсот, Нидерланды) (в оперативном подчинении германской дивизии)
  - 131-й отдельный самоходный артиллерийский дивизион (Вайден-ин-дер-Оберпфальц)
  - 345-й отдельный учебный самоходный артиллерийский дивизион (Идар-Оберштайн)
  - 10-й батальон связи (Файтсхёххайм), 10-й батальон поддержки операций (резервный) (Файтсхёххайм), 905-й инженерный батальон (резервный) (Ингольштадт)
- Дивизия быстрого реагирования[6] (Division Schnelle Kräfte) (Штадталлендорф)
  - Штаб и рота связи (Штадталлендорф)
  - Командование сил специального назначения (Кальв)
  - 1-я воздушно-десантная бригада (Зарлуи)
  - 11-я нидерландская аэромобильная бригада (Шарсберген, г. Арнем) (в оперативном подчинении германской дивизии)[7]
  - 23-я горнопехотная бригада «Бавария» (Бад-Райхенхалль)
  - 36-й полк боевых вертолётов «Кургессен» (Фрицлар)
  - 10-й полк транспортных вертолётов «Люнебургская пустошь» (Фасберг)
  - 30-й полк транспортных вертолётов (Нидерштеттен)
  - Центр вертолётных систем сухопутных войск (Донаувёрт)
  - Сухопутный поисково-спасательный командный пункт (Мюнстер)

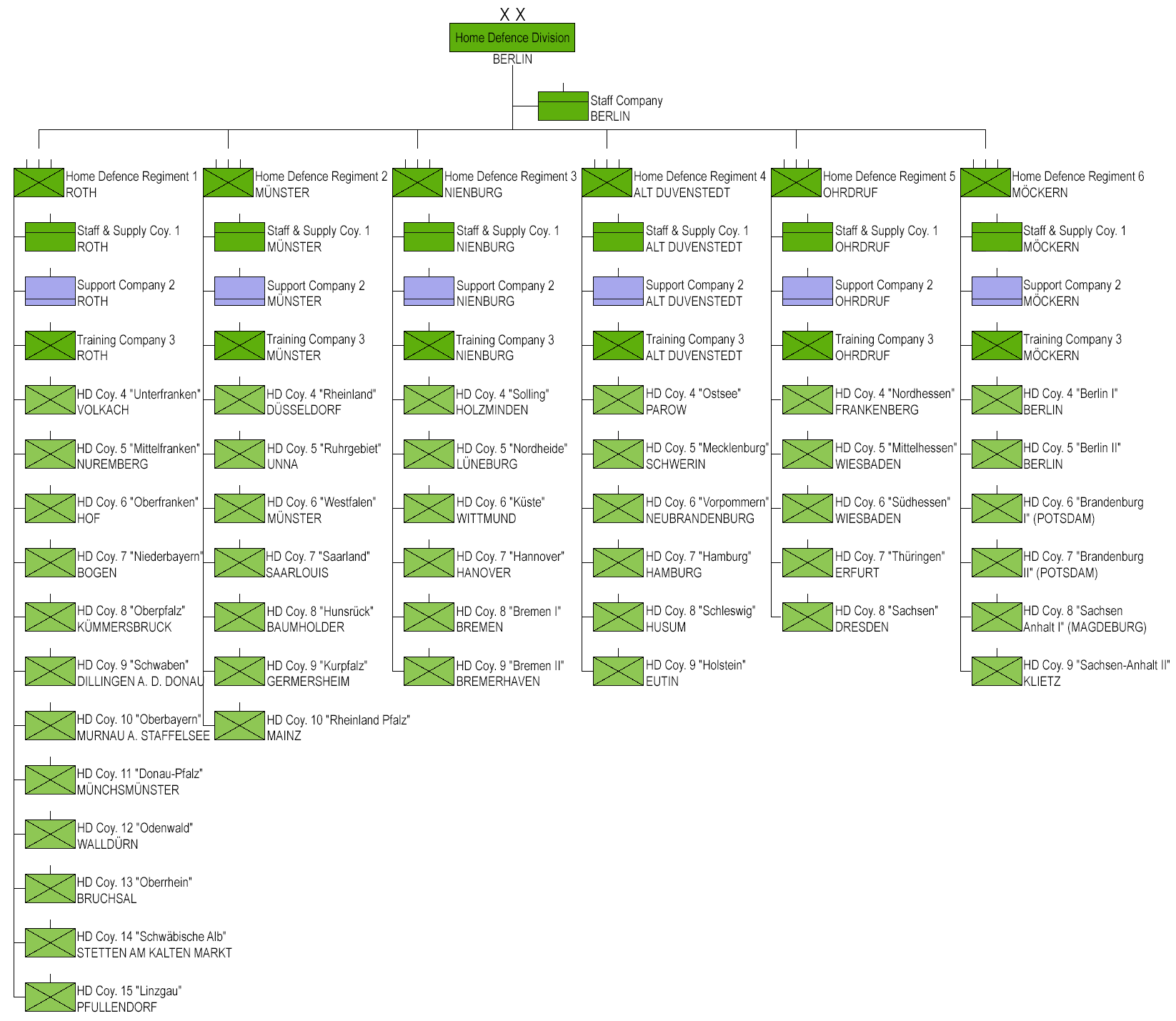
Дивизия территориальной обороны. 2025 год.

- Дивизия территориальной обороны (Heimatschutzdivision) (Берлин)[8]
  - Штаб и рота связи (Берлин)
  - 1-й полк территориальной обороны (Heimatschutzregiment 1)
  - 2-й полк территориальной обороны (Heimatschutzregiment 2)
  - 3-й полк территориальной обороны (Heimatschutzregiment 3)
  - 4-й полк территориальной обороны (Heimatschutzregiment 4)
  - 5-й полк территориальной обороны (Heimatschutzregiment 5)
- Учебное командование сухопутных войск (Ausbildungskommando Heer) (Лейпциг)
  - Штаб
  - учебные заведения
    - школы родов войск
    - учебные центры
- Служба развития сухопутных войск (Amt für Heeresentwicklung) (Кёльн)
  - Штаб
  - Отделы развития

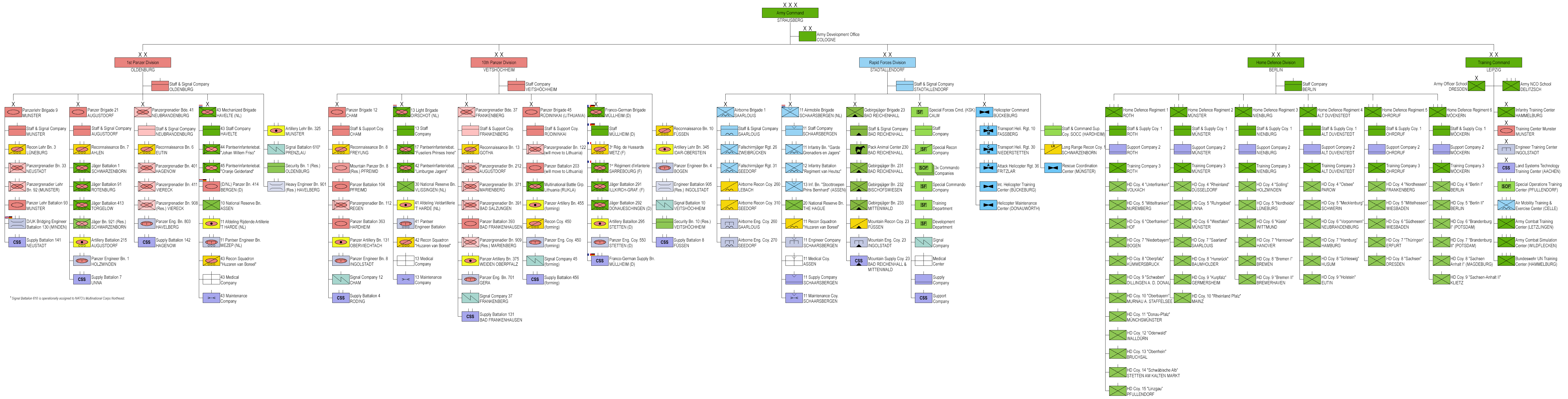
Структура СВ ФРГ с интегрированными подразделениями СВ Нидерландов. 2025 год.
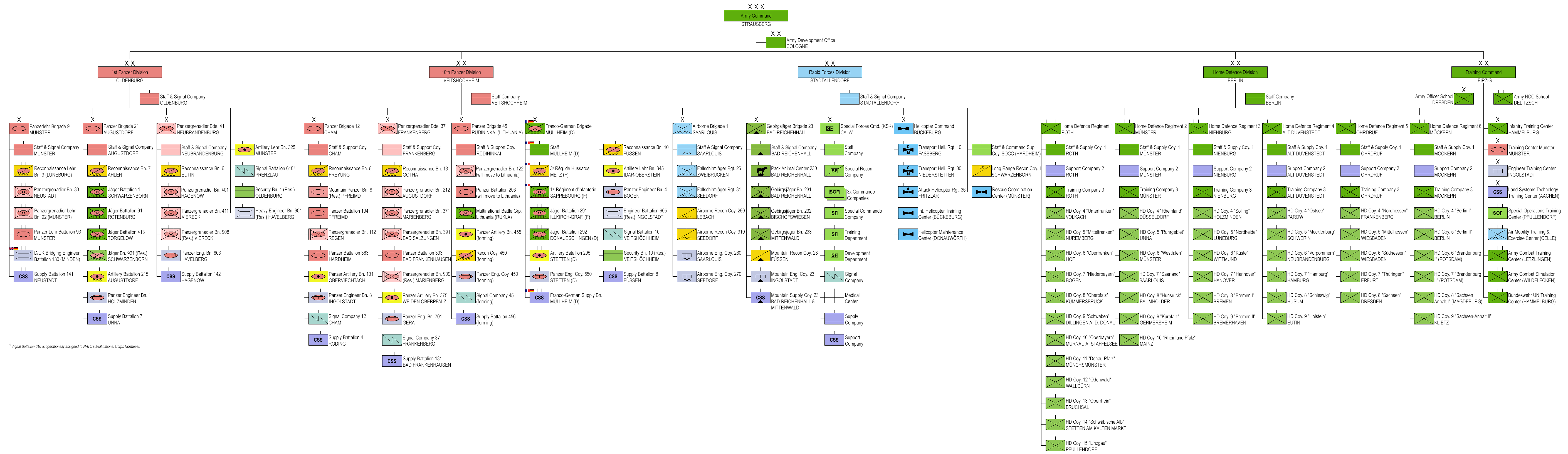
Структура СВ ФРГ. 2025 год.

## Вооружение и военная техника

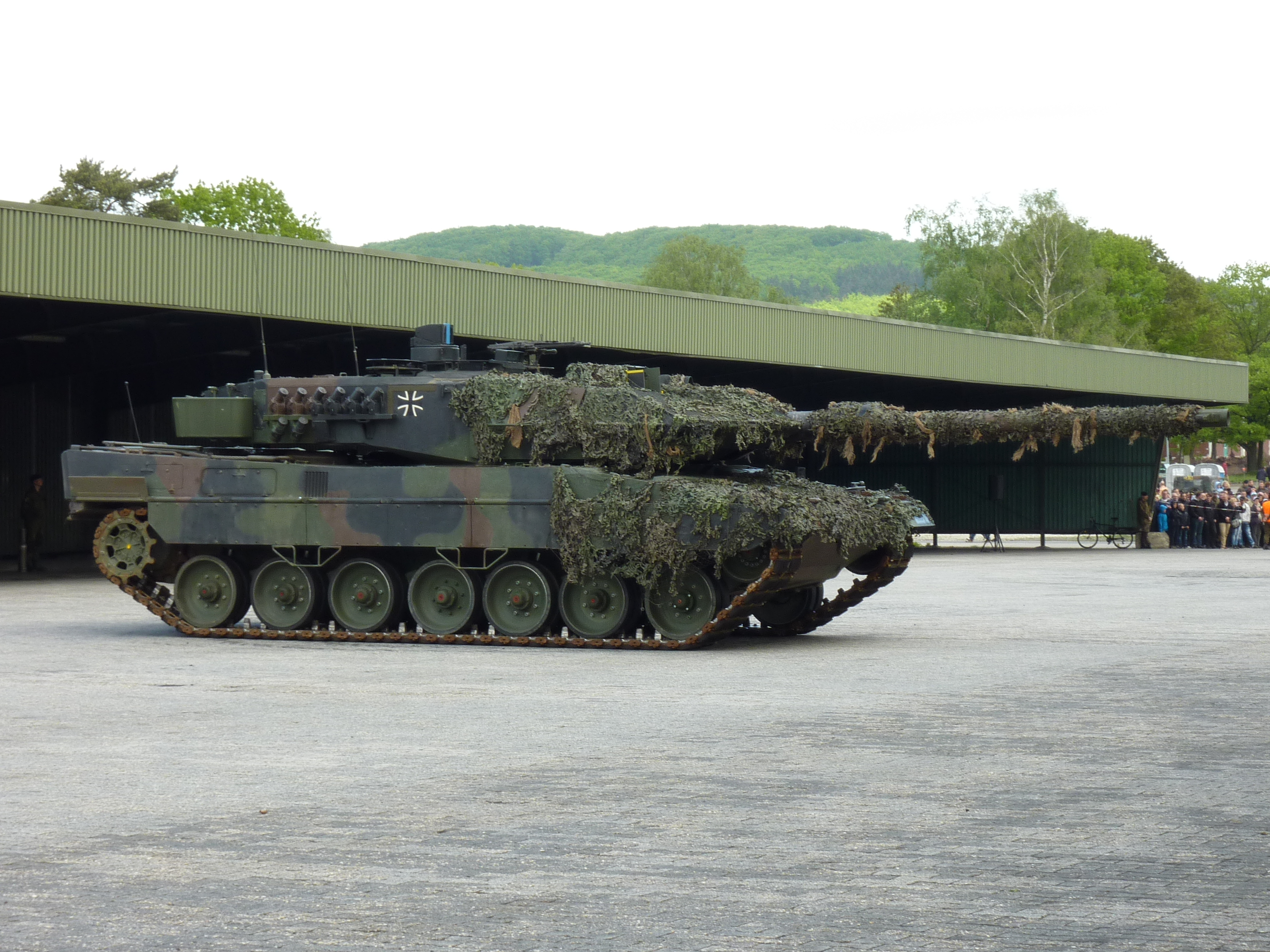
Leopard 2A6/A7
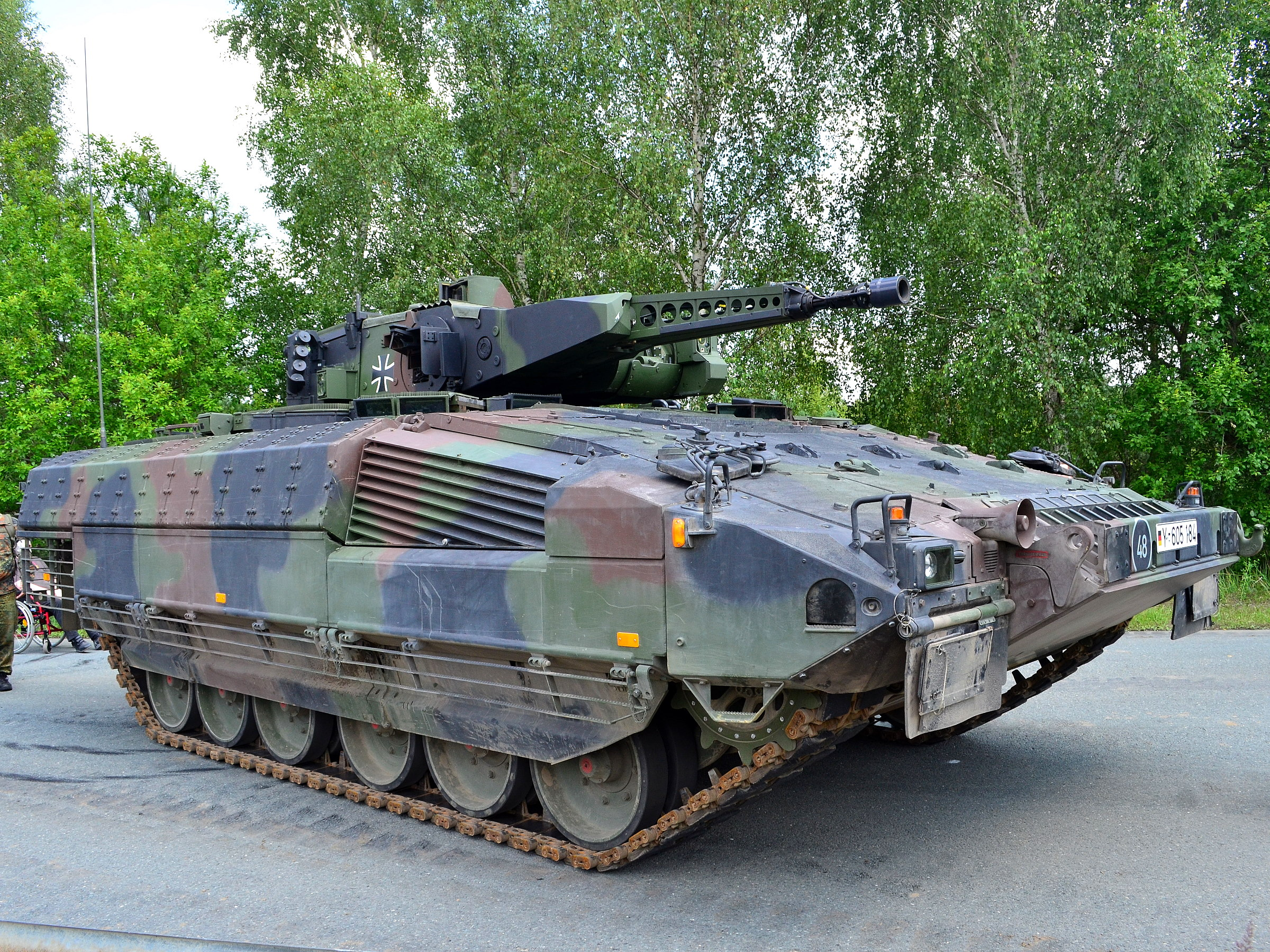
Puma
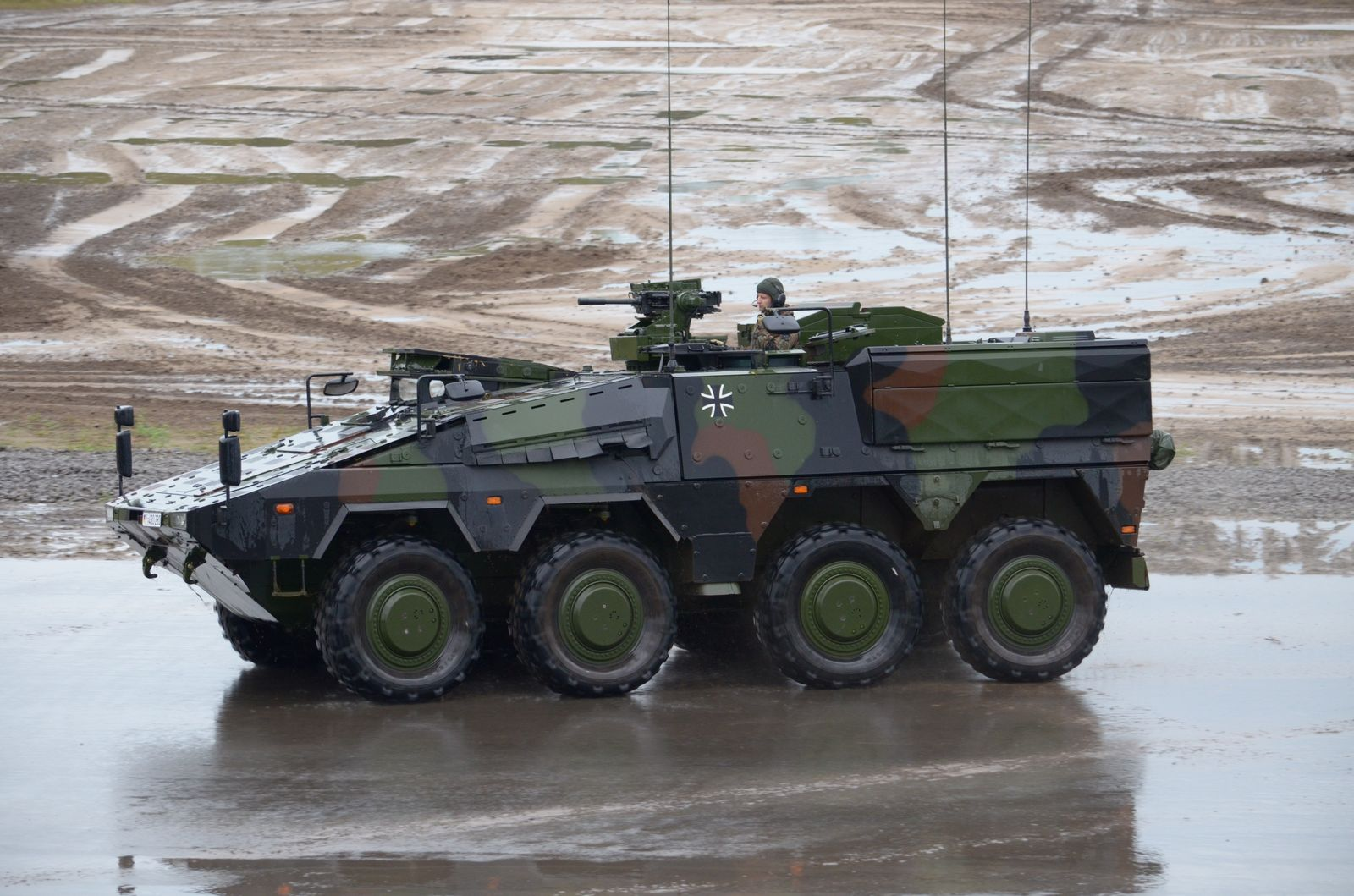
Boxer
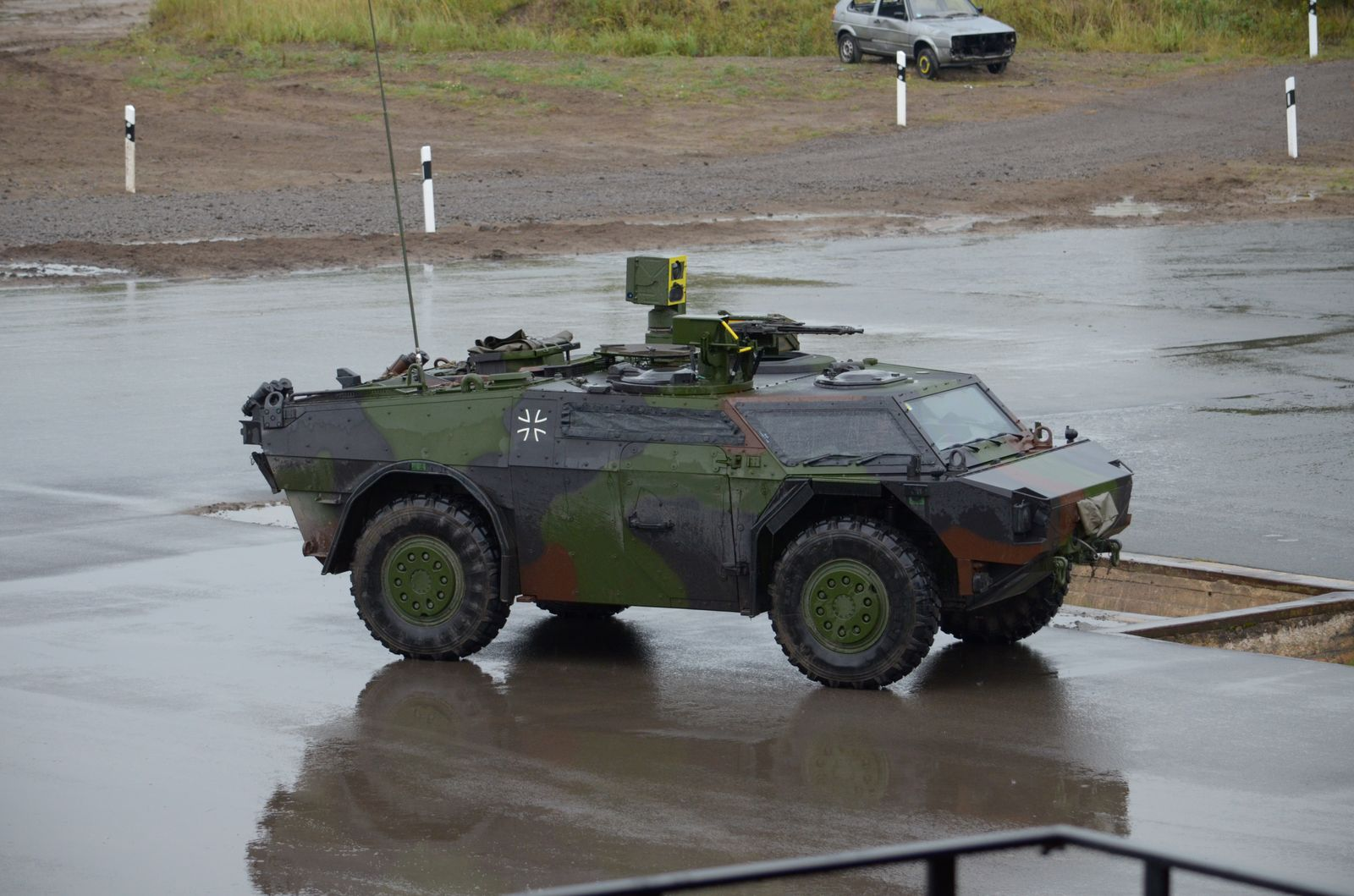
Fennek
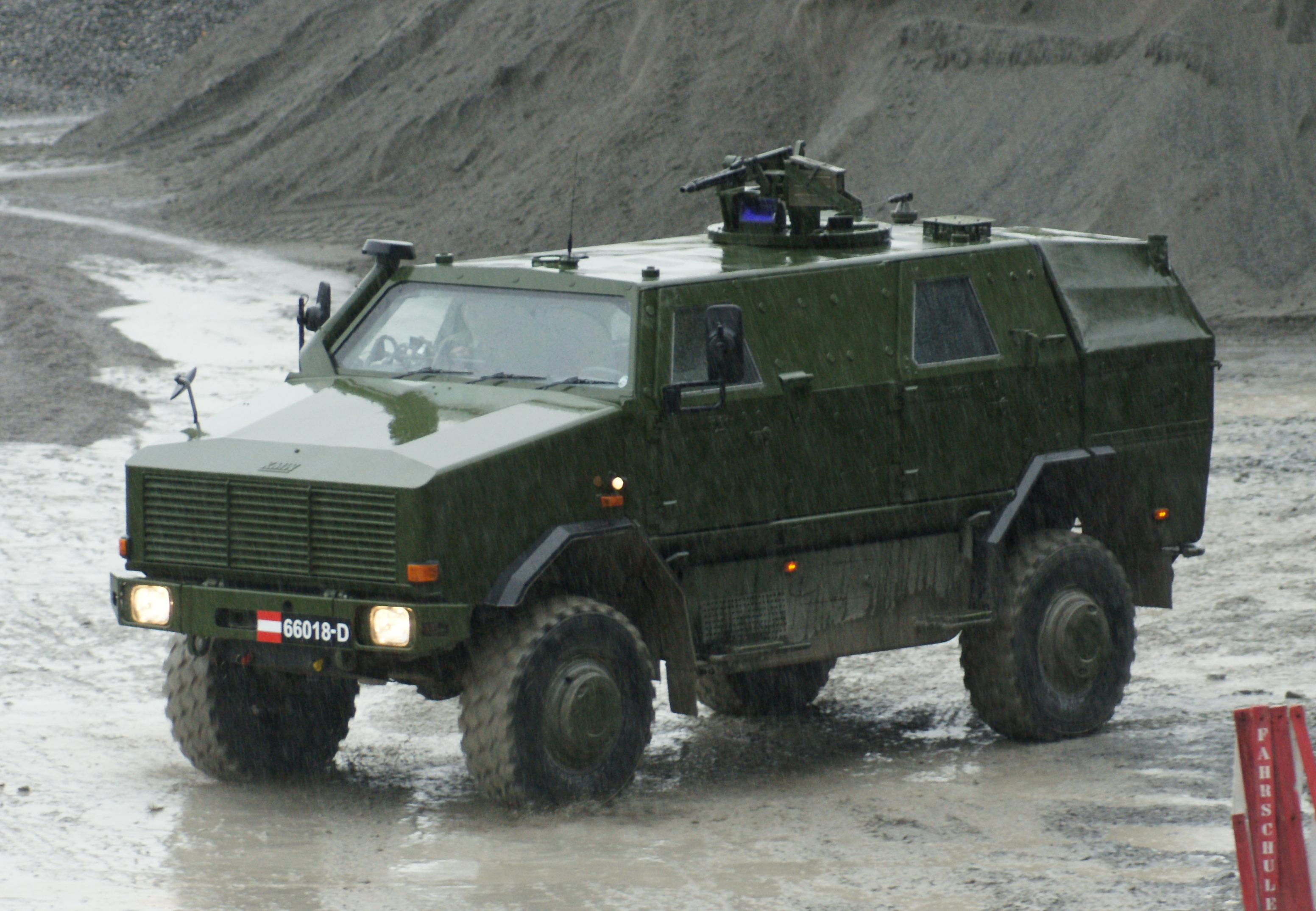
Dingo 2
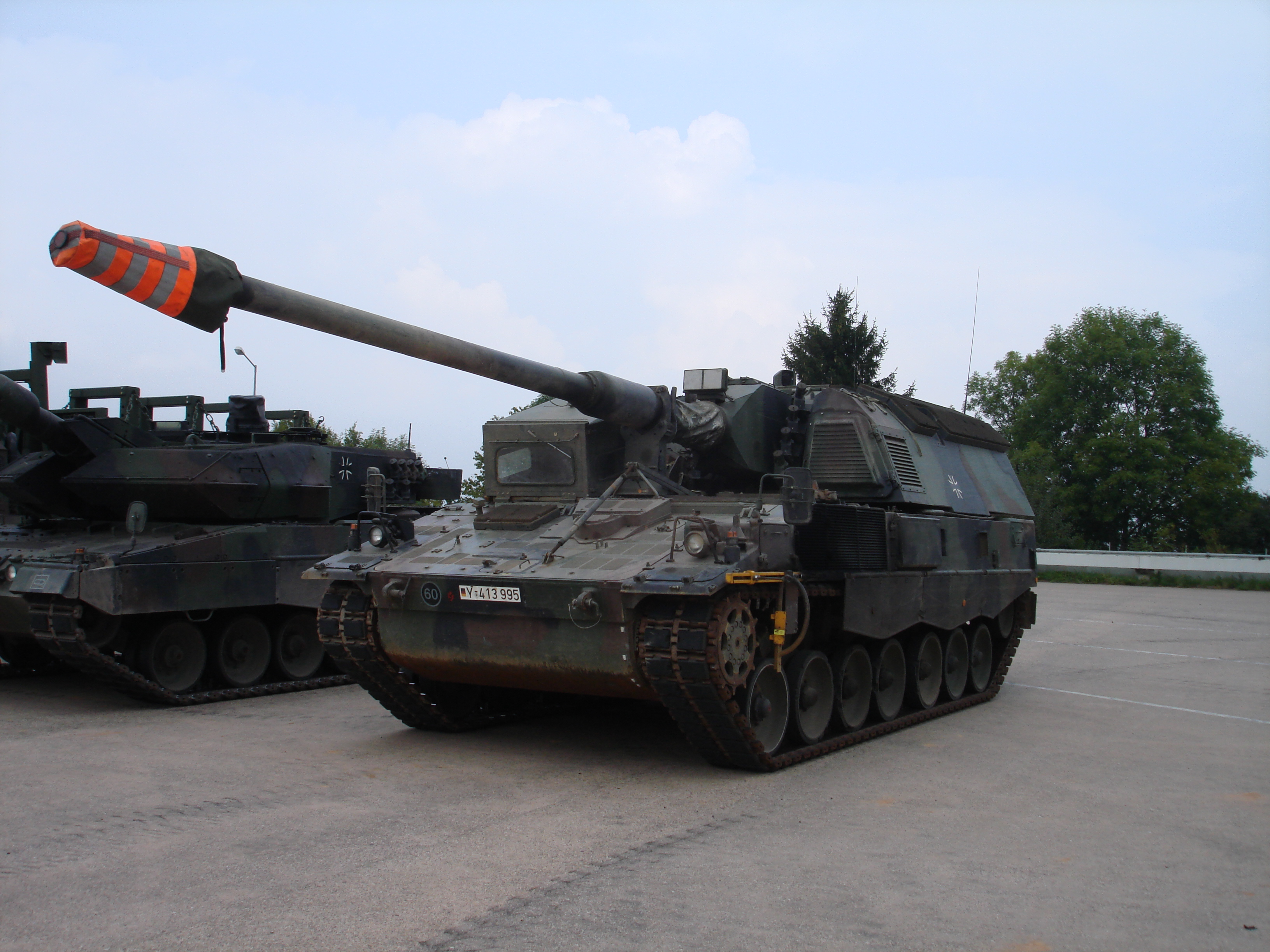
PzH 2000
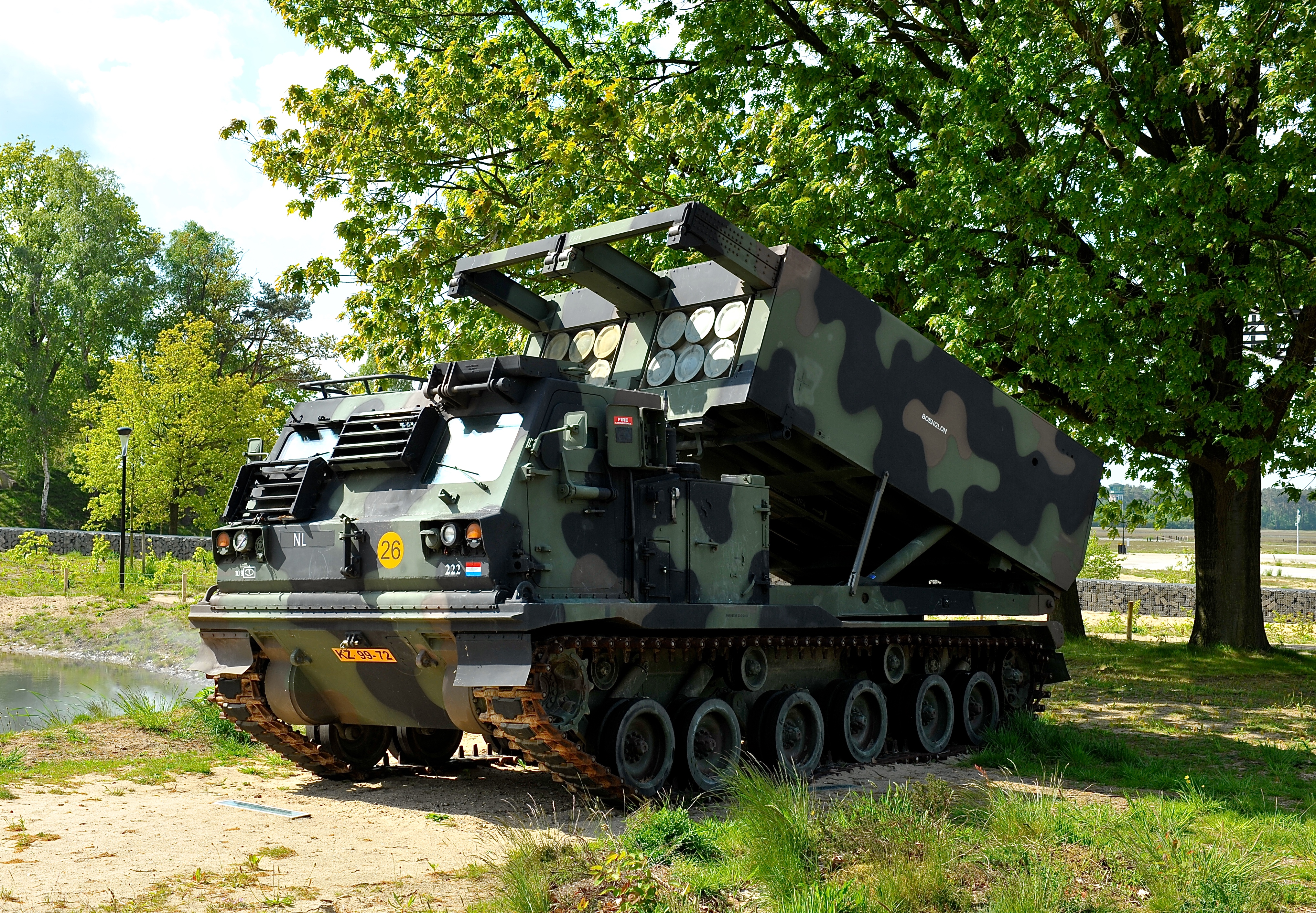
M270 MLRS
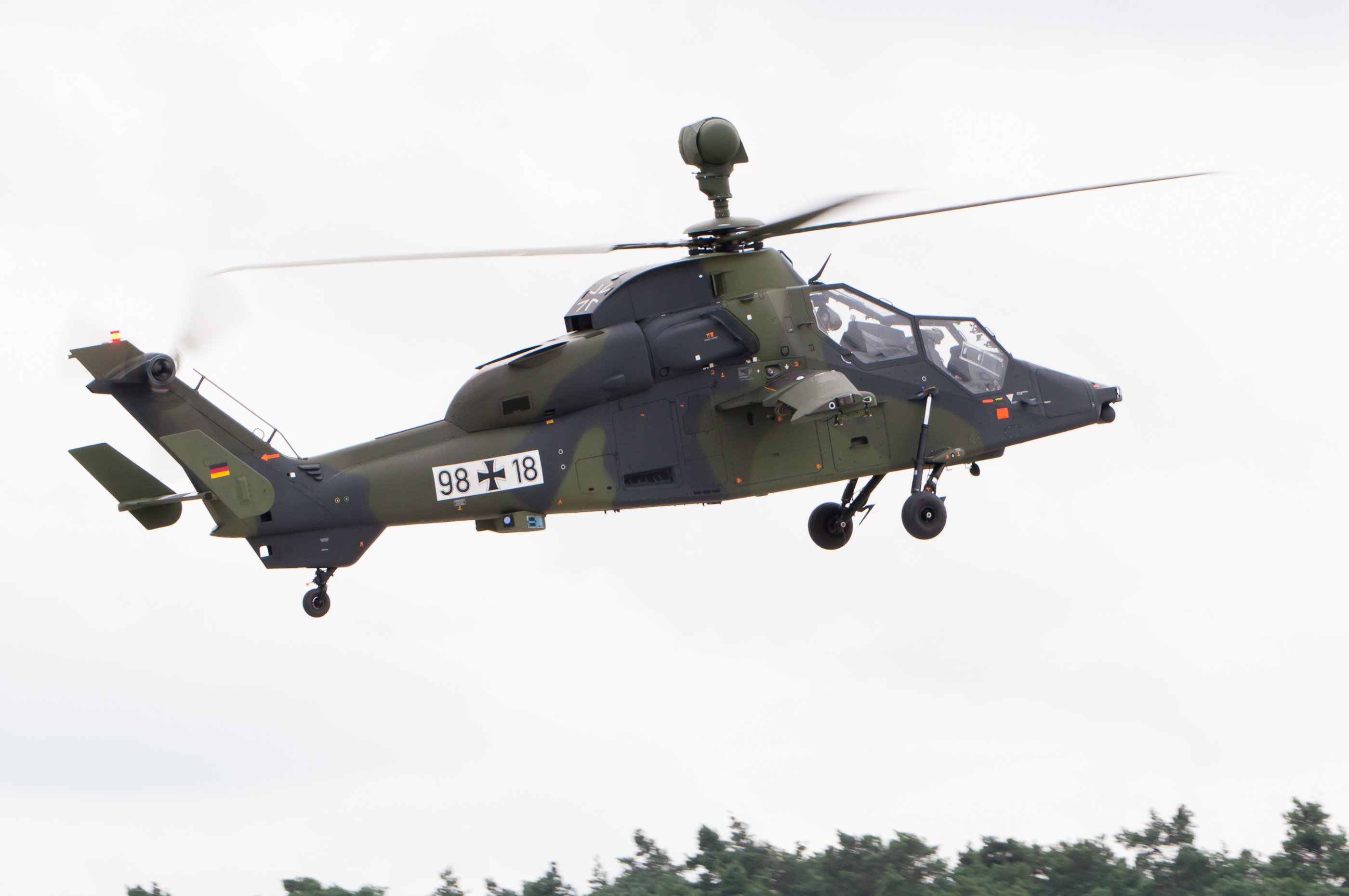
Eurocopter Tiger
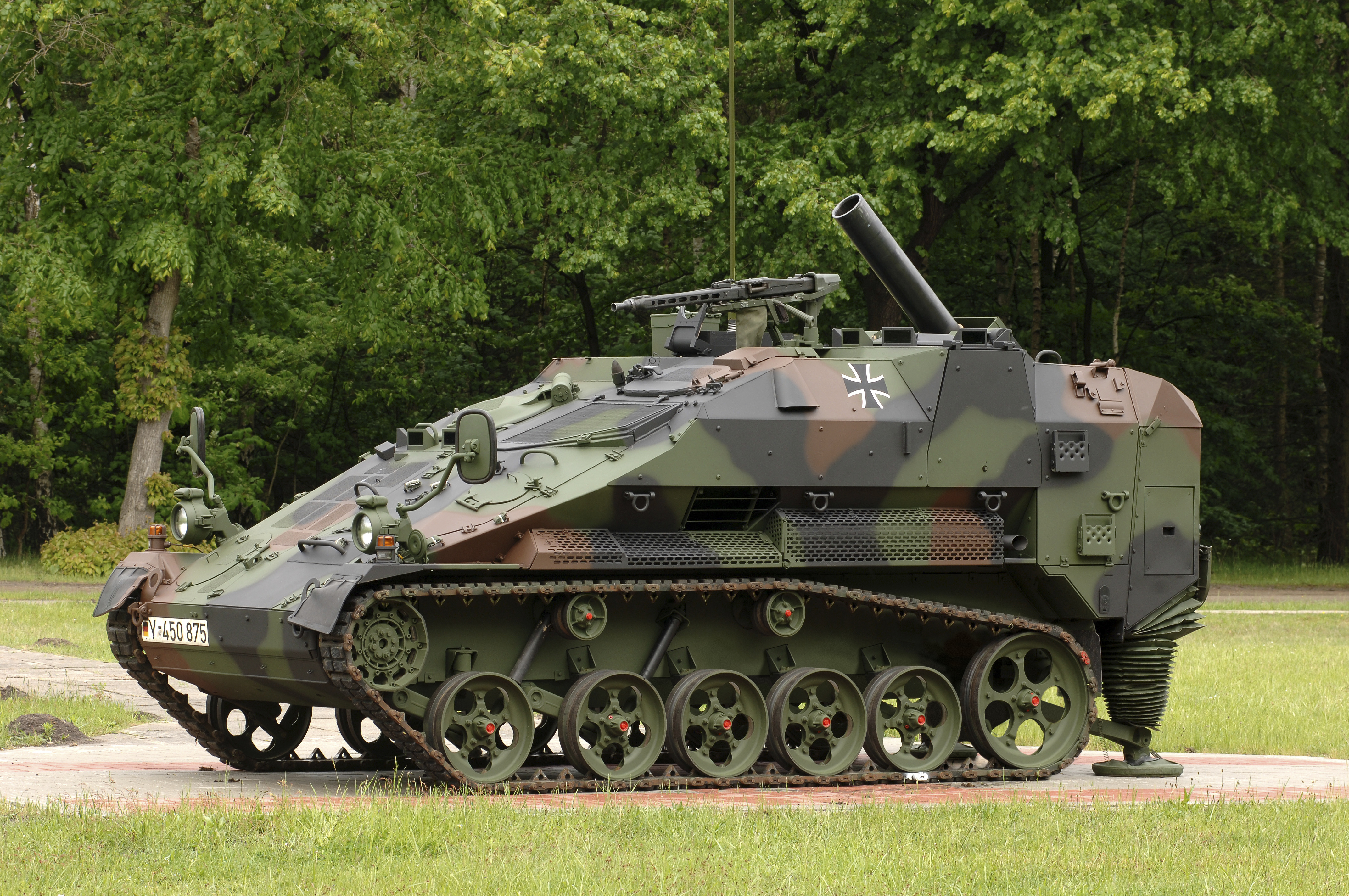
Wiesel